# Arnutovce
Arnutovce és un poble i municipi d'Eslovàquia. Es troba a la regió de Košice, a l'est del país.

## Història
La primera referència escrita de la vila data del 1317.

## Demografia
| Godina             | 1994 | 2004    | 2014    | 2024    |
| ------------------ | ---- | ------- | ------- | ------- |
| Nombre de persones | 456  | 595     | 751     | 867     |
| Diferència         |      | +30,48% | +26,21% | +15,44% |

| Godina             | 2023 | 2024   |
| ------------------ | ---- | ------ |
| Nombre de persones | 859  | 867    |
| Diferència         |      | +0,93% |